# Сборная Анголы по футболу
Сбо́рная Анго́лы по футбо́лу представляет Анголу на международных футбольных турнирах и матчах. Управляющая организация — Ангольская федерация футбола. В рейтинге ФИФА на 4 апреля 2024 года занимает 94-е место.

## Характеристика
Ангольская футбольная сборная относится к числу крепких африканских команд среднего уровня. Ангола в 2000-х годах отметилась рядом футбольных достижений. В 2001 году эта сборная выиграла Кубок Африки в возрастной категории U-20. Также достижением можно считать выход на ЧМ-2006.
Длительное время развитию футбола в стране мешала затяжная гражданская война. Первые успехи (попадания на Кубки африканских наций) пришли только в относительно спокойные 1990-е годы. Поскольку Ангола является крупным африканским экспортёром нефти, то это дало возможность государству развивать футбол и соответствующую инфраструктуру, результатом чего стало проведение Кубка Африканских наций в 2010. Также повлияла и связь ангольского футбола с португальским – некоторые игроки играли в португальском чемпионате.
Стадион сборной — Эштадиу да Сидадела.

## Чемпионаты мира

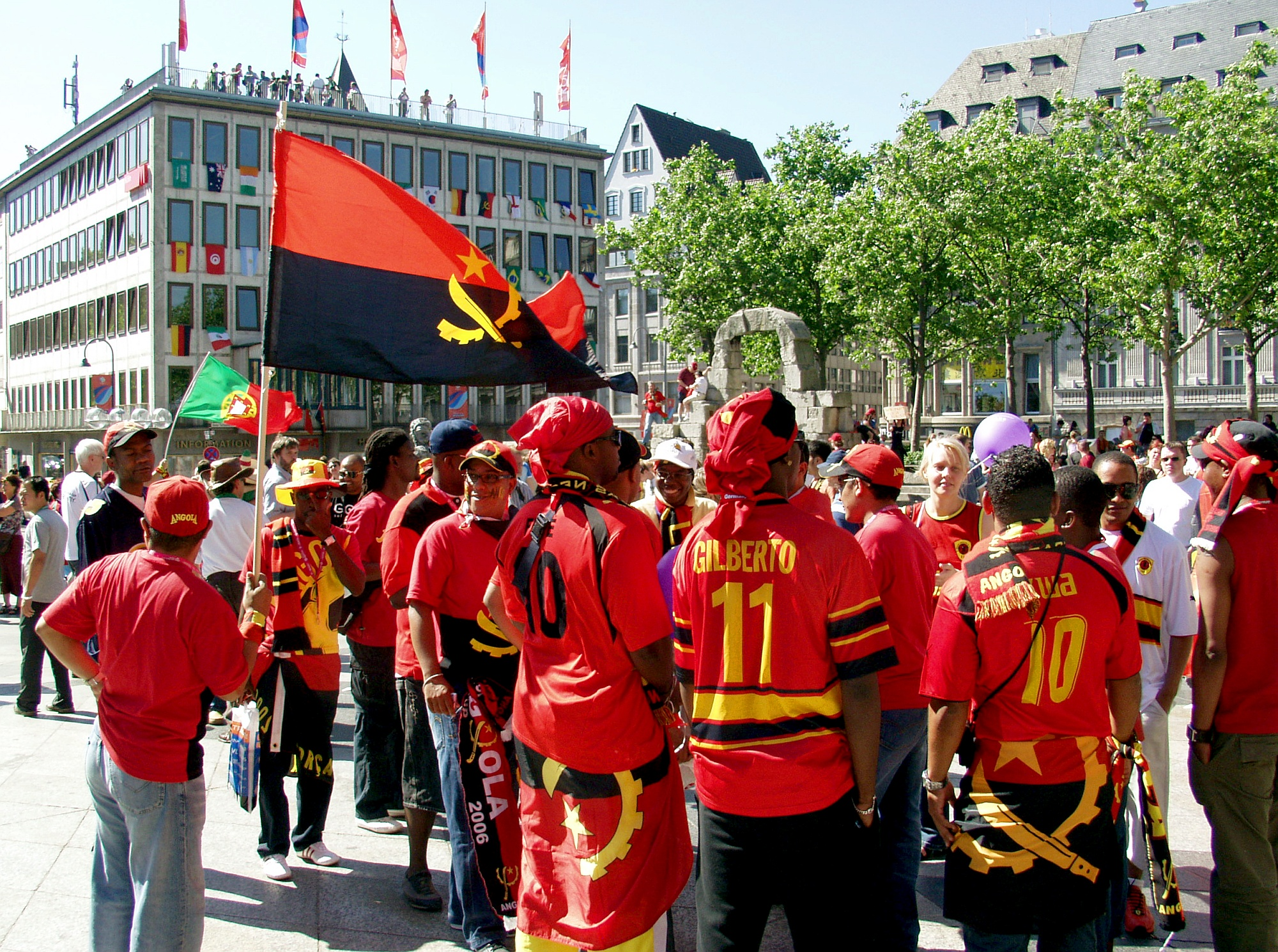
Фанаты сборной на чемпионате мира 2006 года в Кёльне

На главный футбольный турнир планеты сборная Анголы пыталась попасть с отборочной кампании к ЧМ-1986. В отборах к мундиалям 1998 и 2002 годов команда из центральной Африки занимала вторые места в финальных отборочных группах зоны КАФ. Так, в 1997 году Ангола отстала в своей отборочной группе от сборной Камеруна всего на 4 очка. Через 4 года сборная снова не смогла пройти Камерун. Но в кампании к ЧМ-2006 в Германии, в своей группе Ангола опередила традиционных африканских грандов – сборную Нигерии - за счёт лучшего результата личных встреч при общем равенстве очков (по 21). Выход на первенство мира «чёрных антилоп» футбольная пресса сочла сенсацией, также как и попадание на мундиаль другой африканской сборной – тоголезской.
На самом турнире сборная Луиша Гонсалвеша не блеснула, но сумела избежать провала. По итогам жеребьёвки ЧМ-2006 «антилопы» попали в группу D к сборным Португалии, Мексики и Ирана. Бывшей метрополии ангольцы проиграли с минимальным счётом 0:1. Мексиканцам ничего не удалось сделать с отлаженной обороной африканцев и матч закончился нулевой ничьей. В матче с Ираном произошло историческое для сборной событие: Флавиу забил первый мяч Анголы на чемпионатах мира. Закончилась игра в ничью 1:1. Таким образом, из группы сборная не вышла, но заняла в ней третье место и избежала разгромных поражений.
- 1930 — 1982 — не принимала участия
- 1986 — 2002 — не прошла квалификацию
- 2006 — групповой этап
- 2010 — 2022 — не прошла квалификацию

## Кубки африканских наций
Выступления «чёрных антилоп» на Кубке африканских наций можно оценить как поступательный прогресс.

### КАН-1996
Сборная Анголы пыталась выиграть отборочные турниры на континентальное первенство, начиная с 1982 года. Череда неудач (команда либо не проходила на турнир, либо не участвовала в отборе) завершилась только в 1996 году, когда ангольцам удалось пройти на Кубок Африки в ЮАР. Первое выступление прошло без особых успехов. В группе А ангольцам противостояли мощные сборные Египта и Камеруна, а также хозяева. Итог – 2 поражения в матчах с Египтом и ЮАР (1:2 и 0:1 соответственно) и одна «боевая» ничья с Камеруном – 3:3. Новичок КАН закономерно занял последнее место в группе с одним очком. Главным бомбардиром команды стал Кинжинью, забивший 2 мяча – по одному Камеруну и Египту.

### КАН-1998
На следующем для сборной Анголы Кубке Африки-1998 «чёрным антилопам» чуть больше повезло со жребием. Они попали в квартет С со сборными Кот-д`Ивуара, ЮАР и Намибии. Но, несмотря на более лёгкую группу, успеха снова не добились. В матчах с ЮАР и Намибией были зафиксированы ничьи, (0:0 и 3:3), ивуарийцам ангольцы уступили 2:5. Сборная заняла третье место в группе с двумя очками. Также возросла результативность команды. «Антилопы» отметились 5 мячами. Лидером по этому показателю стал Паулу Силва (2 мяча).

### КАН-2006
Кубки Африканских Наций 2000, 2002 и 2004 годов сборная Анголы пропустила, не сумев пройти отборы. Но на КАН-2006 выступление сборной ознаменовалось первой победой. Она была одержана в поединке со сборной Того со счётом 3:2. Дублем в этом матче отметилась восходящая звезда сборной Флавиу. Нулевой ничьей окончился матч против сборной ДР Конго. Камеруну ангольцы проиграли 1:3 и это поражение стоило команде места в плей-офф. Единственный гол забил Флавиу, он и стал лучшим бомбардиром своей команды (3 гола). За эту неудачу команду серьёзно критиковали на родине. Однако следует учесть, что сборная Анголы к тому моменту уже отобралась на чемпионат мира по футболу 2006 года, что стало наивысшим успехом ангольского футбола.

### КАН-2008
Следующим достижением ознаменовался на Кубке Африки в Гане. «Чёрным антилопам» впервые покорился групповой раунд соревнования. Вничью были сведены игры со сборными ЮАР и Туниса (1:1 и 0:0 соответственно), а ключевой стала победа над Сенегалом со счётом 3:1. После первого тайма команда Луиша Гонсалвеша проигрывала, но во втором сумела забить 3 мяча. Два гола забил Манушу, ставший наравне с Флавиу столпом атаки «антилоп». 
В ¼ финала Ангола уступила будущему триумфатору турнира – сборной Египта, со счётом 1:2. Красивейший гол забил Манушу на 26-й минуте. Последний стал главным голеадором сборной на этом кубке с 4 голами. Также он стал одним из лучших бомбардиров турнира. 
Творцом исторического успеха сборной, так же как и выхода на ЧМ, эксперты считают местного тренера Луиша Гонсалвеша.

### КАН-2010
В ¼ сборная также вышла на домашнем КАН-2010. Матч открытия турнира, в котором ангольцы принимали сборную Мали, ознаменовался сенсационным результатом. К 74-й минуте Ангола вела 4:0, но за последние минуты пропустила 4 мяча. Итог – результативная ничья 4:4. Дубль оформил Флавиу. Далее «антилопы» уверенно обыграли сборную Малави – 2:0 и «расписали» ничью с Алжиром – 0:0. С 5 очками команда вышла с первого места в группе. Но ангольцам не повезло со жребием – и в этот раз они столкнулись с грядущим участником финала – сборной Ганы. Минимальное поражение 0:1 завершило выступления команды. Больше всех на турнире в этот раз у ангольцев забил Флавиу – 3 мяча.
- 1957 — 1980 — не принимала участия
- 1982 — не прошла квалификацию
- 1984 — не прошла квалификацию
- 1986 — не принимала участия
- 1988 — 1992 — не прошла квалификацию
- 1994 — не принимала участия
- 1996 — групповой этап
- 1998 — групповой этап
- 2000 — не прошла квалификацию
- 2002 — не прошла квалификацию
- 2004 — не прошла квалификацию
- 2006 — групповой этап
- 2008 — 1/4 финала
- 2010 — 1/4 финала
- 2012 — групповой этап
- 2013 — групповой этап
- 2015 —  не прошла квалификацию
- 2017 —  не прошла квалификацию
- 2019 — групповой этап
- 2021 —  не прошла квалификацию
- 2023 — 1/4 финала

## Особенности тактики
Ключевую роль в становлении современной сборной Анголы как команды эксперты отдают тренеру Луишу Гонсалвешу. Вот что, в частности, писало о тактике сборной издание «Футбол-1960»: 
«Его команда была одной из лучших в Африке с точки зрения организации и тактической подкованности. Не имея звёзд мирового уровня, тренер сделал ставку на коллективные действия. Успех обеспечил доверие со стороны федерации, и что самое главное, дал время на совершенствование системы, результаты были продемонстрированы в Гане два года назад… При Гонсалвеше Ангола действовала преимущественно вторым номером, быстро переходя из обороны в атаку. Отличное взаимопонимание, скоростные фланги делали эту сборную очень опасной».

## Достижения сборной
- Кубок КОСАФА (1999, 2001, 2004, 2024)

## Текущий состав
Следующие игроки были вызваны в состав сборной главным тренером Педру Гонсалвешом для участия в матчах отборочного турнира Кубка африканских наций 2025 против сборной Ганы (15 ноября 2024) и сборной Судана (18 ноября 2024).
Игры и голы приведены по состоянию на 18 ноября 2024 года:
|  | Вр  | Неблу             | 16 декабря 1993 (31 год)  | 36 | 0  | Примейру ди Агошту    |  |  |
|  | Вр  | Каду              | 30 ноября 1994 (30 лет)   | 3  | 0  | Оливейра-ду-Ошпитал   |  |  |
|  | Вр  | Агоштинью Калунга | 10 июля 1998 (27 лет)     | 0  | 0  | Вильете               |  |  |
|  |     |                   |                           |    |    |                       |  |  |
|  | Защ | Баштуш            | 23 ноября 1991 (33 года)  | 59 | 2  | Ботафого              |  |  |
|  | Защ | Джонатан Буату    | 27 сентября 1993 (31 год) | 50 | 1  | Жил Висенте           |  |  |
|  | Защ | Киалонда Гашпар   | 23 сентября 1997 (27 лет) | 41 | 1  | Лечче                 |  |  |
|  | Защ | То Карнейро       | 5 ноября 1995 (29 лет)    | 40 | 1  | AC ФАР                |  |  |
|  | Защ | Нуриу Фортуна     | 24 марта 1995 (30 лет)    | 21 | 0  | Гент                  |  |  |
|  | Защ | Антониу Хосси     | 12 июня 2001 (24 года)    | 17 | 0  | Примейру ди Агошту    |  |  |
|  | Защ | Давид Карму       | 19 июля 1999 (25 лет)     | 8  | 0  | Олимпиакос Пирей      |  |  |
|  | Защ | Педру Бонду       | 16 ноября 2004 (20 лет)   | 7  | 1  | Петру ди Луанда       |  |  |
|  | Защ | Жорди Гаспар      | 23 апреля 1997 (28 лет)   | 5  | 0  | По                    |  |  |
|  |     |                   |                           |    |    |                       |  |  |
|  | ПЗ  | Фреди             | 27 марта 1990 (35 лет)    | 59 | 2  | Эюпспор               |  |  |
|  | ПЗ  | Шоу               | 6 марта 1999 (26 лет)     | 50 | 1  | Даллас                |  |  |
|  | ПЗ  | Маэстро           | 4 августа 2003 (21 год)   | 15 | 1  | Адана Демирспор       |  |  |
|  | ПЗ  | Ранди Нтека       | 6 декабря 1997 (27 лет)   | 8  | 1  | Райо Вальекано        |  |  |
|  | ПЗ  | Домингуш Андраде  | 7 мая 2003 (22 года)      | 7  | 0  | Порту B               |  |  |
|  | ПЗ  | Альдаир Феррейра  | 26 марта 1998 (27 лет)    | 0  | 0  | Ботошани              |  |  |
|  |     |                   |                           |    |    |                       |  |  |
|  | Нап | Мабулулу          | 1 июня 1992 (33 года)     | 37 | 13 | Аль-Ахли Триполи      |  |  |
|  | Нап | Зиту Лувумбу      | 9 марта 2002 (23 года)    | 24 | 0  | Кальяри               |  |  |
|  | Нап | Зини              | 3 июля 2002 (23 года)     | 23 | 6  | Левадиакос            |  |  |
|  | Нап | Фелисиу Милсон    | 12 октября 1999 (25 лет)  | 19 | 3  | Црвена Звезда Белград |  |  |
|  | Нап | Жилберту          | 10 марта 2001 (24 года)   | 18 | 3  | Орландо Пайретс       |  |  |
|  | Нап | Чику Банза        | 17 декабря 1998 (26 лет)  | 9  | 0  | Портимоненсе          |  |  |
|  | Нап | М’Бала Нзола      | 18 августа 1996 (28 лет)  | 8  | 2  | Ланс                  |  |  |